# Фінал Світового туру ATP 2016
ATP World Tour Finals 2016 — тенісний турнір, що проходив на кортах з твердим покриттям у Лондоні, Велика Британія з 14 листопада.

## Фінальна частина

### Одиночний розряд
Енді Маррей —  Новак Джокович 6–3, 6–4

### Парний розряд
Генрі Контінен /  Джон Пірс (тенісист) —  Равен Класен /  Ражів Рам 2–6, 6–1, [10–8]